# Freedom Force (videogioco)
Freedom Force è un videogioco sviluppato nel 1988 da Sunsoft per Nintendo Entertainment System. Ne è stata pubblicata una versione arcade denominata Vs. Freedom Force.

## Modalità di gioco
Il videogioco consiste in uno sparatutto composto da cinque livelli. Il protagonista è controllato tramite la NES Zapper. Sono presenti alcuni livelli bonus basati sul gioco l'impiccato.